# Stanisława Prządka
Stanisława Alicja Prządka z domu Kominek (ur. 6 maja 1943 w Karczmiskach) – polska polityk, posłanka na Sejm IV, V, VI i VII kadencji.

## Życiorys
Ukończyła w 1974 studia na Wydziale Prawa i Administracji Uniwersytetu Warszawskiego. Odbyła aplikację sędziowską w Sądzie Wojewódzkim w Warszawie, a w 1999 ukończyła studia podyplomowe z prawa dla bankowców w Instytucie Nauk Prawnych Polskiej Akademii Nauk. Uczyła muzyki w szkole podstawowej, następnie w latach 1975–1980 była sekretarzem urzędu miasta w Garwolinie, a od 1980 do 1990 zajmowała stanowisko naczelnika tego miasta. W latach 1990–2003 była dyrektorem oddziału Banku Depozytowo-Kredytowego, a następnie oddziału Banku Pekao w Garwolinie.
W 2001 i 2005 uzyskiwała mandat poselski z ramienia Sojuszu Lewicy Demokratycznej w okręgu siedleckim. W wyborach parlamentarnych w 2007 po raz trzeci została posłem, kandydując z listy koalicji Lewica i Demokraci i otrzymując 12 099 głosów. W kwietniu 2008 znalazła się w klubie Lewica, który we wrześniu 2010 przemianowany został na klub poselski SLD. W wyborach w 2011 z powodzeniem ubiegała się o reelekcję, otrzymała 8717 głosów. W Sejmie VII kadencji od 2013 była przewodniczącą Komisji Sprawiedliwości i Praw Człowieka. Nie wystartowała w kolejnych wyborach w 2015.
Ciotka polityk Moniki Pawłowskiej.